# Diostracus punctatus
Diostracus punctatus är en tvåvingeart som beskrevs av Sadao Takagi 1968. Diostracus punctatus ingår i släktet Diostracus och familjen styltflugor. Inga underarter finns listade i Catalogue of Life.